# To ja zabiłem
To ja zabiłem – polski kryminał z 1974 roku.

## Główne role
- Joanna Bogacka - Elżbieta, dziewczyna Andrzeja, protokolantka podczas procesu Morawskiego
- Maciej Góraj - Andrzej Galus, sąsiad Morawskiego, rzeczywisty zabójca Anny Barańczyk
- Danuta Maksymowicz - Anna Barańczyk, ofiara zabójstwa
- Janusz Bukowski - Bogdan Morawski, oskarżony w procesie o zabójstwo Anny Barańczyk
- Igor Przegrodzki - sędzia, przewodniczący składu orzekającego
- Witold Pyrkosz - obrońca Morawskiego
- Krzysztof Chamiec - prokurator Sadzewicz, oskarżyciel Morawskiego
- Iga Mayr - sędzia, członkini składu orzekającego

## Opis fabuły
Podczas kontroli drogowej w ciężarówce kierowanej przez Morawskiego zostają znalezione zwłoki młodej dziewczyny. Denatka spędziła poprzednią noc z kierowcą, który zostaje oskarżony o zabójstwo. Nie przyznaje się do winy. Jeden ze świadków mógł potwierdzić jego zeznania, ale zaprzecza wszystkiemu. Nagle Morawski umiera na sali sądowej.